# 奇滕登 (加利福尼亞州)
奇滕登（英語：Chittenden）是位於美國加利福尼亞州聖塔克魯茲縣的一個非建制地區。該地的面積和人口皆未知。

## 地理
奇滕登的座標為36°54′05″N 121°36′19″W / 36.90139°N 121.60528°W，而該地的平均海拔高度為38米（即125英尺）。